# 江緒林
江緒林（1976年3月14日—2016年2月19日），生於中國，哲學與政治學者，專長於西方政治思想史，曾任教於華東師範大學。

## 生平
1995年，進入中國人民大學國際關係學院。取得學士學位。
1999年，考取北京大學哲學研究所。在此取得碩士。在2000年6月4日前夕，在校園貼出海報，號召學生前往紀念八九學運，最後只有他一人到場。因此曾遭到中國政府逮捕。
他後來進入香港浸會大學宗教與哲學系，取得博士。2009年起，在上海華東師範大學政治系，任講師。
2016年2月19日，在微博發出最後遺書及黑白照片後，在办公室上吊自殺，同月24日下午在上海市益善殡仪馆舉行追悼會，昔日同事學生等約200人送別。

## 外部連結
- 江緒林新浪微博 （页面存档备份，存于）／豆瓣主页 （页面存档备份，存于）／華東師範大學政治學系簡介 （页面存档备份，存于）